# بیت غشم (روستا)
 بیت غشم  (در عربی:  بیت الغَشم )
نام روستایی است در عزلهٔ (مخلاف العود)، در دهستان الغُربان از توابع استان 
عَدَن در کشور یمن در شبه جزیره عربستان. 

## جمعیت
جمعیت آن (۱۰۷ ) نفر (۱۲ خانوار) می‌باشد.